# 2011년 한국프로야구
KBO 리그의 2011년 시즌은 KBO 리그 출범 30주년 시즌이며, 대한민국의 8개 프로 야구 구단들이 참가하여 2011년 4월 2일부터 시작하여 10월 25일에 열리는 한국시리즈까지 대장정을 펼쳤다. 다음해 정규 시즌 일정이 전년도에 발표되는 것은 1982년 프로 야구 출범 이후로 처음이다.

## 스폰서 교체
2011 시즌 프로야구는 롯데카드가 타이틀 스폰서로 나섰다. 롯데카드는 스포츠 경기 후원을 통해 사회공헌을 실천한다는 의미에서 올해 프로야구의 타이틀스폰서를 맡기로 했다. 롯데카드의 박상훈 대표이사는 “출범 30주년을 맞은 뜻 깊은 해에 최고의 인기스포츠인 프로야구 타이틀스폰서를 맡게 된 것을 영광으로 생각한다. 그 동안 야구팬들에게 큰 사랑을 받아온 만큼 프로야구 발전에 보탬이 되도록 노력하겠다” 면서 “다양한 프로모션을 통해 사상 첫 600만 관중을 달성하는데도 이바지하겠다”고 밝혔다.
한편, 한국야구위원회는 2009년부터 2년간 프로야구를 후원하였던 CJ E&M 게임사업부문에 올 해 말까지 계약된 ‘CJ마구마구’타이틀스폰서십 교체를 요청하였으며, CJ E&M 게임사업부문이 대승적 차원에서 협조하였다.

## 달라지는 점
- 올해 프로야구 승률계산은 ‘승/경기수’(무승부 = 패로 계산)에서 ‘승/(승+패)’(무승부 경기 제외)로 변경되었다.
- 경기 중 베이스코치 보호를 위하여 헬멧 착용을 의무화하였다.
- 지난해 폐지되었던 클리닝타임을 부활하여 5회말 종료 후 4분 이내에서 실시하기로 하였다.
- 자유계약제도 관련사항 : FA 자격취득과 관련 4년제 대학 졸업 선수가 18개월 이상의 병역의무를 이행하였을 경우에 한해 8년이던 규정을 4년제 대학 졸업 선수로 확대 시행하기로 하였으며, 타 구단 FA 선수 영입 시 보상과 관련, 선수+금액 보상의 경우 전년도 연봉의 50%를 인상한 금액의200%+선수 1명 이었던 규정을 50%를 삭제한 전년도 연봉의 200%+선수 1명으로 축소하였고, 보호선수의 수도 18명에서 20명으로 늘렸다. 선수 없이 금액만 보상하는 경우, 전년도 연봉의 50%를 인상한 금액의 300%이던 규정을 300%를 지급하는 것으로 개정하였다.
- 신인선수 지명 관련 사항
  - 올해부터 아마야구의 주말리그 시행에 따라 2012년 한국 프로 야구 신인선수 지명 회의를 2011년 8월 16일에서 2011년 8월 25일에 실시하는 것으로 변경하였다.
  - 한국 및 외국 프로 야구 소속 선수로 등록한 적이 없는 해외 아마 출신 선수의 지명신청 마감일자를 신인지명회의 30일 전까지로 하였다.
  - 지난 2011년 신인지명회의를 앞두고 벌어진 LG 구단의 '신인 지명 대상자 메디컬 체크' 파문에 대한 방지책으로 지명 대상 선수의 메디컬 체크를 포함하여 사전 접촉을 한 구단은 해당 연도 1라운드 지명권을 박탈하고 선수는 3년간 프로 구단 등록을 금지하는 조항을 신설하였다.
- 외국인 선수와 관련하여 7월 24일 웨이버 마감일을 넘긴 경우 8월 15일까지 임의 탈퇴 등 신분 변경을 금지.
- 경기 개시 시간은 평일 18:30, 주말 및 공휴일 17:00 (개막 2연전과 어린이날은 14:00)이다.
- 2011년 한국 프로 야구 올스타전은 7월 23일에 서울종합운동장 야구장에서 열린다.
- 포스트시즌은 연장전은 12회까지 진행하는 것을 15회까지 진행하는 것으로 변경하였다.
- 포스트시즌의 엔트리 제출일은 준플레이오프와 플레이오프는 3일 전, 한국시리즈는 5일 전이던 것을 모두 경기 개시 1일 전으로 통일하였다.

## 선수 이동

### 시즌 전
- 신인 선수
  - KIA 타이거즈 : 한승혁, 홍건희, 윤정우, 우병걸, 정상교, 유재혁, 박기철, 박세준, 박태원
  - LG 트윈스 : 임찬규, 이영재, 정다흰, 송윤준, 김재율, 강병의, 유강남, 김명찬, 정병곤, 이준명
  - SK 와이번스 : 서진용, 김주원, 정진기, 임정우, 강석훈, 박계현, 이윤재, 신정익, 최진호
  - 넥센 히어로즈 : 윤지웅, 이태양, 고종욱, 이희성, 박정준, 홍성갑, 김도현, 조영연, 김대우, 김기한
  - 두산 베어스 : 최현진, 이현호, 천상웅, 안규영, 정진호, 황필선, 이정호, 김동한, 최현정, 양현
  - 롯데 자이언츠 : 김명성, 허일, 이경우, 백세웅, 장국헌, 양동운, 이지혁, 문양식, 이정담, 백왕중
  - 삼성 라이온즈 : 심창민, 윤영삼, 오태선, 임현준, 김헌곤, 김준희, 유원선, 조원태, 이경록, 정우양
  - 한화 이글스 : 유창식, 강경학, 나성용, 이영기, 김용호, 박병우, 임신호, 오준혁, 문재현, 박건우

- 트레이드 영입 선수
  - 고원준 : 넥센 히어로즈 → 롯데 자이언츠
  - 박정준 : 롯데 자이언츠 → 넥센 히어로즈
  - 이정훈 : 롯데 자이언츠 → 넥센 히어로즈

- 신규 영입 외국인 선수
  - KIA 타이거즈 : 트래비스 블레이클리
  - LG 트윈스 : 레다메스 리즈, 벤자민 주키치
  - SK 와이번스 : 짐 매그레인
  - 넥센 히어로즈: 브랜든 나이트, 코리 알드리지
  - 두산 베어스 : 더스틴 니퍼트, 라몬 라미레즈
  - 삼성 라이온즈 : 라이언 가코, 카도쿠라 켄
  - 롯데 자이언츠 : 브라이언 코리
  - 한화 이글스 : 오넬리 페레즈

- 방출 선수
  - SK 와이번스 : 조성우, 하지호
  - 넥센 히어로즈 : 신철인, 조용준
  - 한화 이글스 : 손지환, 정승원

- 방출 후 재영입 선수
  - LG 트윈스 : 김정민 - 은퇴 후 코치로 재영입

- 방출 후 이적 선수
  - 이혜천 : 도쿄 야쿠르트 스왈로스(일본) → 두산 베어스
  - 이동학 : 넥센 히어로즈 → 한화 이글스

- 방출 외국인 선수
  - LG 트윈스 : 오카모토 신야, 필 더마트레
  - SK 와이번스 : 카도쿠라 켄
  - 넥센 히어로즈 : 아드리안 번사이드, 크리스 니코스키
  - 두산 베어스 : 레스 왈론드, 켈빈 히메네스
  - 롯데 자이언츠 : 카림 가르시아
  - 삼성 라이온즈 : 프란시스코 크루세타, 팀 레딩

- 은퇴 선수
  - 가득염 : SK 와이번스 → 은퇴 (롯데 자이언츠 투수코치)
  - 김재현 : SK 와이번스 → 은퇴 (로스앤젤레스 다저스 싱글 A 코치 연수)
  - 최기문 : 롯데 자이언츠 → 은퇴 (롯데 자이언츠 1군 배터리코치)

- FA 이적 선수
  - 박진만 : 삼성 라이온즈 → SK 와이번스
  - 이대환 : 넥센 히어로즈 → LG 트윈스

- 국군체육부대 입단 선수
  - KIA 타이거즈 : 이종환
  - LG 트윈스 : 문선재, 배우열
  - SK 와이번스 : 모창민, 이재원
  - 넥센 히어로즈 : 박동원, 이창섭
  - 두산 베어스 : 박민석, 유희관, 원용묵, 오현택
  - 삼성 라이온즈 : 김현우, 백상원, 허승민
  - 한화 이글스 : 김강석, 박상규

- 경찰 야구단 입단 선수
  - KIA 타이거즈 : 백용환
  - LG 트윈스 : 박용근
  - SK 와이번스 : 여건욱, 배민관
  - 넥센 히어로즈 : 김지수
  - 두산 베어스 : 민병헌, 박건우, 오현근
  - 롯데 자이언츠 : 나승현
  - 삼성 라이온즈 : 양지훈
  - 한화 이글스 : 정현석

- 그 외 군입대 선수
  - LG 트윈스 : 정찬헌, 최동환
  - SK 와이번스 : 김기현, 나주환, 여건욱, 윤석주, 이명기, 황건주
  - 두산 베어스 : 성영훈, 이정민
  - 롯데 자이언츠 : 박기혁, 조정훈
  - 한화 이글스 : 김태완

- 신고 선수
  - KIA 타이거즈 :
  - LG 트윈스 : 이민재(前 홍익대 외야수), 이천웅(고려대 투수), 최영진(한일장신대 내야수), 최인영(영동대 투수)
  - SK 와이번스 :
  - 넥센 히어로즈 : 김민재(동성고), 김만효(계명대 투수), 김호연(선린인고 포수), 문우람(동성고 외야수), 신영재(경성대 포수), 정범수(성남고 내야수), 조용성(휘문고 포수), 허도환(前 두산 포수)
  - 두산 베어스 :
  - 롯데 자이언츠 : 김민하(중앙대 외야수), 김우경 (경남고 포수), 방힘찬(동아대 외야수), 박기민(경성대 내야수), 임영학(동의대 내야수),
  - 삼성 라이온즈 : 명재철(한양대 투수), 신희섭(송원대 투수), 황수범(한민대 투수), 김정혁(동국대 내야수), 정명현(영남대 내야수), 김태욱(한일장신대 외야수)
  - 한화 이글스 : 나용훈(동의대 외야수), 김우석(연세대 내야수), 정연태(성균관대 내야수)

- 임의탈퇴 선수 현황
  - 넥센 히어로즈: 이정호
  - 삼성 라이온즈: 김준희[2]

### 시즌 중
- 영입
  - 페르난도 니에베 : 오클라호마시티 레드호크스 → 두산 베어스
  - 카림 가르시아 : 술타네스 데 몬테레이 → 한화 이글스
  - 데니 바티스타 : 타코마 레이니어즈 → 한화 이글스
  - 덕 매티스 : 새크라멘토 리버캣츠 → 삼성 라이온즈
  - 크리스 부첵 : 요코하마 베이스타즈 → 롯데 자이언츠
  - 브라이언 고든 : 뉴욕 양키스 → SK 와이번스
  - 저스틴 저마노 : 클리블랜드 인디언즈 → 삼성 라이온즈

- 방출
  - 라몬 라미레즈 : 두산 베어스
  - 오상민 : LG 트윈스
  - 훌리오 데폴라 : 한화 이글스
  - 라이언 가코 : 삼성 라이온즈
  - 짐 매그레인 : SK 와이번스
  - 오넬리 페레즈 : 한화 이글스
  - 가도쿠라 겐 : 삼성 라이온즈
  - 브라이언 코리 : 롯데 자이언츠
  - 이대진 : KIA 타이거즈 → LG 트윈스
  - 최향남 : 롯데 자이언츠 → KIA 타이거즈
  - 김준호 : LG 트윈스 → 한화 이글스

- 트레이드 영입 선수
  - 김광수 : LG 트윈스 → 한화 이글스
  - 유원상 : 한화 이글스 → LG 트윈스
  - 양승진 : 한화 이글스 → LG 트윈스
  - 박병호 : LG 트윈스 → 넥센 히어로즈
  - 심수창 : LG 트윈스 → 넥센 히어로즈
  - 송신영 : 넥센 히어로즈 → LG 트윈스
  - 김성현 : 넥센 히어로즈 → LG 트윈스

### 시즌 후
- FA 이적 선수
  - 송신영 : LG 트윈스 → 한화 이글스
  - 이택근 : LG 트윈스 → 넥센 히어로즈
  - 임경완 : 롯데 자이언츠 → SK 와이번스
  - 조인성 : LG 트윈스 → SK 와이번스
  - 이승호 (20) : SK 와이번스 → 롯데 자이언츠
  - 정대현 : SK 와이번스 → 롯데 자이언츠

- FA 영입에 따른 보상선수 이적 선수
  - 나성용 : 한화 이글스 → LG 트윈스 (송신영의 보상선수 자격으로 이적)
  - 윤지웅 : 넥센 히어로즈 → LG 트윈스 (이택근의 보상선수 자격으로 이적, 경찰청 입대에 따라 2014년에 팀에 합류)
  - 임훈 : SK 와이번스 → 롯데 자이언츠, 롯데 자이언츠 → SK 와이번스 (임경완의 보상선수 자격으로 이적했으나 정대현의 보상선수로 SK로 재이적함)
  - 임정우 : SK 와이번스 → LG 트윈스 (조인성의 보상선수 자격으로 이적)
  - 허준혁 : 롯데 자이언츠 → SK 와이번스 (이승호 (20)의 보상선수 자격으로 이적)

- 룰5 드래프트에 따른 이적 선수
  - 조평호 : 넥센 히어로즈 → NC 다이노스
  - 이재학 : 두산 베어스 → NC 다이노스
  - 오정복 : 삼성 라이온즈 → NC 다이노스 (경찰청 입대에 따라 2014년에 팀에 합류)
  - 정성철 : KIA 타이거즈 → NC 다이노스
  - 문현정 : 삼성 라이온즈 → NC 다이노스
  - 윤영삼 : 삼성 라이온즈 → NC 다이노스
  - 허준 : 넥센 히어로즈 → NC 다이노스
  - 최승환 : 두산 베어스 → 한화 이글스
  - 임익준 : 삼성 라이온즈 → 한화 이글스
  - 이학준 : LG 트윈스 → 한화 이글스
  - 김일경 : 넥센 히어로즈 → LG 트윈스
  - 윤정우 : KIA 타이거즈 → LG 트윈스
  - 최동수 : SK 와이번스 → LG 트윈스
  - 오장훈 : 롯데 자이언츠 → 두산 베어스
  - 김강 : 한화 이글스 → 두산 베어스 (상무 입대에 따라 2014년에 팀에 합류)
  - 오성민 : SK 와이번스 → 두산 베어스
  - 이두환 : 두산 베어스 → KIA 타이거즈
  - 이경록 : 삼성 라이온즈 → KIA 타이거즈
  - 백세웅 : 롯데 자이언츠 → KIA 타이거즈
  - 유재웅 : 두산 베어스 → SK 와이번스
  - 오수호 : 롯데 자이언츠 → SK 와이번스
  - 김도현 : 넥센 히어로즈 → SK 와이번스
  - 김성배 : 두산 베어스 → 롯데 자이언츠
  - 박동욱 : LG 트윈스 → 롯데 자이언츠
  - 신용운 : KIA 타이거즈 → 삼성 라이온즈
  - 박정태 : KIA 타이거즈 → 삼성 라이온즈
  - 우병걸 : KIA 타이거즈 → 삼성 라이온즈

- 은퇴
  - 김원형 : 쌍방울 레이더스 → SK 와이번스 → 은퇴(SK 와이번스의 2군 루키 투수코치)
  - 박정환 : 삼성 라이온즈 → SK 와이번스 → 은퇴(SK 와이번스의 전력분석코치)
  - 박종섭 : 두산 베어스 → KIA 타이거즈 → 은퇴(두산 베어스의 전력분석코치)
  - 황두성 : 삼성 라이온즈 → 해태 타이거즈 → 현대 유니콘스 → 넥센 히어로즈 → 은퇴(삼성 라이온즈의 잔류군 재활코치)

- 방출
  - 삼성 라이온즈 : 구자운, 곽동훈, 추승민
  - 롯데 자이언츠 : 손민한, 황성웅, 이승재
  - SK 와이번스 : 전준호, 이상훈, 김대유, 신정익, 김정남, 김용섭
  - KIA 타이거즈 : 이상화, 이영수, 장태성, 채종범
  - 두산 베어스 : 박정배, 조규수, 최현정, 황필선, 안동현, 김준호
  - 한화 이글스 : 김준호
  - LG 트윈스 : 서승화, 민경수
  - 넥센 히어로즈 : 박준수, 장태종, 이희성, 박도현, 최현종

- 방출 후 이적 선수
  - 이승재 : 롯데 자이언츠 → 고양 원더스
  - 이승엽 : 오릭스 버펄로스 (일본) → 삼성 라이온즈
  - 박찬호 : 오릭스 버펄로스 (일본) → 한화 이글스
  - 김태균 : 지바 롯데 마린스 (일본) → 한화 이글스
  - 박준수 : 넥센 히어로즈 → KIA 타이거즈
  - 최현종 : 넥센 히어로즈 → LG 트윈스
  - 박정배 : 두산 베어스 → SK 와이번스

- 재계약 포기 외국인 선수
  - 삼성 라이온즈 : 덕 매티스
  - 롯데 자이언츠 : 크리스 부첵
  - SK 와이번스 : 게리 글로버
  - KIA 타이거즈 : 트레비스 블레이클리, 아킬리노 로페스
  - 두산 베어스 : 페르난도 니에베
  - 한화 이글스 : 카림 가르시아
  - 넥센 히어로즈 : 코리 알드리지

## 시범 경기
- 기간: 3월 12일 ~ 3월 27일

| 순위 | 구단          | 경기 | 승 | 무 | 패 | 승률  | 연속 | 게임차 |
| ---- | ------------- | ---- | -- | -- | -- | ----- | ---- | ------ |
| 1    | 롯데 자이언츠 | 13   | 8  | 0  | 5  | 0.615 | 2승  | 0.0    |
| 2    | 넥센 히어로즈 | 12   | 7  | 0  | 5  | 0.583 | 3승  | 0.5    |
| 2    | 두산 베어스   | 12   | 7  | 0  | 5  | 0.583 | 4승  | 0.5    |
| 4    | LG 트윈스     | 13   | 7  | 0  | 6  | 0.538 | 2패  | 1.0    |
| 5    | KIA 타이거즈  | 12   | 6  | 0  | 6  | 0.500 | 2승  | 1.5    |
| 6    | 삼성 라이온즈 | 12   | 5  | 0  | 7  | 0.417 | 2패  | 2.5    |
| 6    | 한화 이글스   | 12   | 5  | 0  | 7  | 0.417 | 4패  | 2.5    |
| 8    | SK 와이번스   | 12   | 4  | 0  | 8  | 0.333 | 3패  | 3.5    |

## 정규 리그
- 기간 : 4월 2일 ~ 10월 6일

개막전은 2009년 상위 4개구단의 홈구장인 광주(삼성-KIA) / 문학(넥센-SK) / 잠실(LG-두산) / 사직(한화-롯데)에서 2연전으로 치러진다.
어린이날 경기는 격년제 편성에 따라, 이번엔 사직, 대전, 목동 그리고 잠실(두산 홈)에서 열린다.

### 팀 순위
| 순위 | 구단          | 경기 | 승 | 무 | 패 | 승률  | 연속 | 게임차 | 포스트시즌                           |
| ---- | ------------- | ---- | -- | -- | -- | ----- | ---- | ------ | ------------------------------------ |
| 1위  | 삼성 라이온즈 | 133  | 79 | 4  | 50 | 0.612 | 1승  | 0.0    | 한국시리즈 직행, 우승                |
| 2위  | 롯데 자이언츠 | 133  | 72 | 5  | 56 | 0.563 | 2승  | 6.5    | 플레이오프 직행, 플레이오프 패배     |
| 3위  | SK 와이번스   | 133  | 71 | 3  | 59 | 0.546 | 4승  | 8.5    | 준플레이오프 직행, 한국시리즈 패배   |
| 4위  | KIA 타이거즈  | 133  | 70 | 0  | 63 | 0.526 | 2패  | 11.5   | 준플레이오프 직행, 준플레이오프 패배 |
| 5위  | 두산 베어스   | 133  | 61 | 2  | 70 | 0.466 | 5승  | 19.0   | 진출실패                             |
| 6위  | LG 트윈스     | 133  | 59 | 2  | 72 | 0.450 | 1패  | 21.0   | 진출실패                             |
| 6위  | 한화 이글스   | 133  | 59 | 2  | 72 | 0.450 | 3패  | 21.0   | 진출실패                             |
| 8위  | 넥센 히어로즈 | 133  | 51 | 2  | 80 | 0.389 | 4패  | 29.0   | 진출실패                             |

### 통계

#### 타자 TOP
이대호와 최형우가 각각 3관왕을 하였고, 전준우와 오재원이 각각 1개의 타이틀을 차지하였다.
| 부문      | 선수   | 기록  |
| --------- | ------ | ----- |
| 타율(AVG) | 이대호 | 0.357 |
| 홈런(HR)  | 최형우 | 30    |
| 타점(RBI) | 최형우 | 118   |
| 득점(R)   | 전준우 | 97    |
| 안타(H)   | 이대호 | 176   |
| 출루율    | 이대호 | 0.435 |
| 장타율    | 최형우 | 0.617 |
| 도루(SB)  | 오재원 | 46    |

#### 투수 TOP
20년만에 윤석민이 4관왕을 차지했고, 오승환과 정우람이 각각 1개의 부문에서 최고가 되었다.
| 부문          | 선수   | 기록  |
| ------------- | ------ | ----- |
| 승리(W)       | 윤석민 | 17    |
| 평균자책(ERA) | 윤석민 | 2.45  |
| 탈삼진(SO)    | 윤석민 | 178   |
| 세이브(SV)    | 오승환 | 47    |
| 홀드(HLD)     | 정우람 | 25    |
| 승률          | 윤석민 | 0.773 |

### 시즌 기록
- 시즌 첫 안타: 4월 2일, LG 트윈스 이대형 (1회초 두산 베어스 니퍼트 투수를 상대로 유격수-중견수 사이 텍사스성 안타)
- 시즌 첫 2루타: 4월 2일, KIA 타이거즈 최희섭 (2회말 삼성 라이온즈 차우찬 투수를 상대로 좌익수-중견수 사이 2루타)
- 시즌 첫 도루: 4월 2일, LG 트윈스 이대형 (1회초 두산 베어스 니퍼트 투수를 상대로 2스트라이크 2볼 상황에서 2루 도루)
- 시즌 첫 득점: 4월 2일, 두산 베어스 양의지 (3회말 LG 트윈스 리즈 투수를 상대로 이종욱의 투수 앞 땅볼로 득점)
- 시즌 첫 타점: 4월 2일, 두산 베어스 이종욱 (3회말 LG 트윈스 리즈 투수를 상대로 투수 앞 땅볼로 3루주자 양의지를 불러들임)
- 시즌 첫 홈런: 4월 2일, 두산 베어스 김동주 (4회말 LG 트윈스 리즈 투수를 상대로 좌익수 뒤 홈런 (비거리: 115m))
- 시즌 첫 볼넷: 4월 2일, 롯데 자이언츠 이대호 (1회말 한화 이글스 류현진 투수를 상대로 볼넷으로 출루)
- 개막전 만루 홈런: 4월 2일, 삼성 라이온즈 채태인 (8회말 KIA 타이거즈 곽정철 투수를 상대로 우익수 뒤 홈런, 통산 6번째 개막전 만루 홈런)
- 시즌 첫 끝내기 타점: 4월 6일, 한화 이글스 이대수 (연장 10회말 KIA 타이거즈 유동훈 투수를 상대로 좌익수 뒤 솔로 홈런)
- 시즌 첫 완봉승: 4월 10일, KIA 타이거즈 트레비스 (두산 베어스전 9이닝 동안 5피안타 9탈삼진 무실점)
- 시즌 첫 무승부: 4월 12일, 두산 베어스 대 롯데 자이언츠 (4:4 무승부)
- 시즌 첫 삼중살: 4월 16일, 넥센 히어로즈 (SK 와이번스전 2회초 무사 만루에서 삼중살, 역대 52번째)[3]
- 서스펜디드 게임 : 4월 16일, 두산 베어스 대 삼성 라이온즈 (3 대 2로 두산이 앞서있는 상황에서 8회초 두산 공격도중 대구야구장의 정전으로 40분간 경기중단, 이후 다음날인 4월 17일 오후 3시부터 경기 재개[4], 다음날 재개된 경기에서 두산이 3:2로 승리를 거두었다)
- 시즌 첫 끝내기 삼중살: 5월 8일, KIA 타이거즈 (SK 와이번스전 11회말 무사 1,3루에서 삼중살, 역대 53번째 삼중살, 역대 4번째 끝내기 삼중살, 연장 끝내기 삼중살은 최초)[5]

### 달성 기록
- 개인 통산 200도루 : 4월 2일, SK 와이번스 정근우 (8회말 넥센 히어로즈 배힘찬 투수를 상대로 2루 도루 성공, 역대 16번째)

- 개인 통산 200호 홈런 : 4월 3일, 롯데 자이언츠 이대호 (3회말 한화 이글스 안승민 투수를 상대로 우익수 뒤 솔로 홈런, 역대 16번째), 5월 1일, 한화 이글스 장성호 (1회초 삼성 라이온즈 배영수 투수를 상대로 우익수 뒤 2점 홈런, 역대 17번째)

- 개인 통산 250도루 : 4월 5일, 롯데 자이언츠 김주찬 (1회초 삼성 라이온즈 안지만 투수를 상대로 2루 도루 성공, 역대 11번째)

- 개인 통산 6000타수 : 4월 5일, 넥센 히어로즈 이숭용 (역대 6번째)

- 개인 통산 600타점 : 4월 6일, LG 트윈스 정성훈 (5회말 SK 와이번스 고효준 투수를 상대로 우중간 가르는 2루타로 1루주자 박용택을 홈으로 불러들임, 역대 37번째)

- 개인 통산 1000안타 : 4월 8일, LG 트윈스 조인성 (7회초 한화 이글스 안승민 투수를 상대로 좌측 담장 때리는 안타, 역대 61번째)

- 개인 통산 500사사구 : 4월 9일, LG 트윈스 이병규 (1회초 한화 이글스 양훈 투수를 상대로 볼넷 출루, 역대 43번째)

- 개인 통산 700타점[6] : 4월 10일, 롯데 자이언츠 이대호 (1회초 넥센 히어로즈 김영민을 상대로 1사 2·3루 상황에서 좌월 2타점 2루타로 조성환과 홍성흔을 불러들임, 역대 26번째)

- 개인 통산 2000루타 : 4월 15일, SK 와이번스 이호준 (7회초 넥센 히어로즈 이보근 투수를 상대로 좌익수 앞 1루타, 역대 29번째) 6월 16일, 롯데 자이언츠 이대호 (5회초 SK 와이번스 전병두를 상대로 중견수 앞에 1루타, 역대 30번째)7월 9일, LG 트윈스 정성훈 (2회말 KIA 타이거즈 양현종 투수를 상대로 좌중간 담장 넘기는 솔로홈런, 역대 32번째)

- 개인 통산 600타점 : 4월 15일, LG 트윈스 조인성 (7회말 롯데 자이언츠 허준혁 투수를 상대로 1사 만루상황에서 좌측 페어 2루타로 박용택과 오지환을 불러들임, 역대 38번째)

- 개인 통산 250 2루타:6월 18일, LG 트윈스 정성훈 (2회말 SK 와이번스 김광현 상대로 우중간 2루타, 역대 21번째)

- 개인 통산 1000타점 : 4월 21일, 두산 베어스 김동주 (5회말 넥센 히어로즈 이정훈 투수를 상대로 1사 만루상황에서 우중간을 가르는 2루타로 임재철, 이종욱, 김현수를 불러들임, 역대 6번째)

- 팀 통산 3200도루 : 5월 20일, 두산 베어스 (3회초 삼성 라이온즈 차우찬 투수를 상대로 김동주가 2루 도루 성공, 역대 4번째)

- 개인 통산 800득점 : 6월 16일, 두산 베어스 김동주 (2회말 넥센 히어로즈 김영민 투수를 상대로 2루타로 출루한 뒤 최준석의 적시타로 홈에 들어옴, 역대 16번째)

- 개인 통산 1300경기 출장 : 6월 16일, 삼성 라이온즈 박한이 (LG 트윈스를 상대로 2번 타자로 선발 출전, 역대 46번째)

- 개인 통산, 최연소, 최소경기 1000탈삼진/6년 연속 세자릿수 탈삼진: 6월 19일, 한화 이글스 류현진 (6회초 두산 베어스 최준석을 상대로 삼진을 기록, 역대 22번째, 24세 2개월 25일에 기록하면서 최연소기록, 153경기로 역대 최소경기/6년 연속 세자릿수 탈삼진은 역대 7번째)

- 역대 최초 4연속 밀어내기 볼넷 허용 : 6월 17일, LG 트윈스(SK 와이번스전 9회초 2사 후 임찬규가 3번 밀어내기 허용, 이대환이 1번 밀어내기 허용)
- 5타자 연속 볼넷 허용 : 6월 17일, LG 트윈스(SK 와이번스전 9회초 2사 후 5연속 볼넷 허용, 역대 2번째이자 종전 기록과 타이)
- 역대 최초 3경기 연속 팀 만루홈런: 6월 14일~6월 16일, 한화 이글스(6월 14일 - 이대수가 7회말 1사만루 상황에서 KIA 조태수투수를 상대로 좌월 만루홈런/6월 15일 - 가르시아가 6회말 1사만루 상황에서 KIA 로페즈투수를 상대로 좌월 만루홈런/6월 16일 - 가르시아가 7회말 2사만루 상황에서 KIA 유동훈투수를 상대로 중월 만루홈런)
- 2경기 연속 만루 홈런: 6월 15일~6월 16일, 한화 이글스 카림 가르시아(역대 4번째)

### 월간 MVP
| 월  | 선수     | 소속 | 포지션 |
| --- | -------- | ---- | ------ |
| 4월 | 박용택   | LG   | OF     |
| 5월 | 이병규   | LG   | OF     |
| 6월 | 가르시아 | 한화 | OF     |
| 7월 | 윤석민   | KIA  | P      |
| 8월 | 최형우   | 삼성 | OF     |
| 9월 | 오승환   | 삼성 | P      |

## 포스트시즌
2009년 한국시리즈의 리밴지 매치로 관심을 끌었던 KIA 타이거즈와 SK 와이번즈의 준플레이오프에서는 SK 와이번즈가 1패 후 3연승으로 플리에오프에 진출했다. 이후 SK 와이번즈는 롯데 자이언츠와의 플레이오프에서도 5차전까지 가는 끝에 3승 2패로 승리해 프로 야구 역사상 첫 5년 연속 한국시리즈 진출이라는 쾌거를 이루었다.

### 한국시리즈
시즌 1위팀인 삼성 라이온즈와 플레이오프 승리팀 SK 와이번즈가 2년 연속 한국시리즈에서 맞붙었고, 삼성 라이온즈가 4승 1패로 SK 와이번즈를 꺽고 우승을 차지하였다. MVP는 삼성 라이온즈의 오승환이 차지했다.

## 올스타전
2011 롯데카드 프로야구 올스타전은 잠실야구장에서 열렸다.
- MVP (LG) 이병규(등번호-9)

## 경기 중계
- MBC Sports+ (1군 경기 및 월요일 퓨처스 리그)
- MBC 라이프
- SBS ESPN
- KBS N 스포츠

## 참고
1. ↑  <프로야구> 내년 정규 시즌, 4월2일 팡파르 《연합뉴스》
2. ↑  '음주 사고' 김준희, 결국 임의탈퇴…프로 데뷔 무산 《아시아경제》 2011년 2월 10일
3. ↑  <프로야구>넥센 내야진, 올 시즌 첫 삼중살[깨진 링크(과거 내용 찾기)], 《뉴시스》
4. ↑  정전으로 인한 서스펜디드 게임은 통산 두 번째이다.
5. ↑  스포츠한국 : KIA, SK전 사상 첫 연장 끝내기 삼중살[깨진 링크(과거 내용 찾기)]
6. ↑  699타점째에서 2타점을 기록하면서 통산 701타점이 되었다.